# Shelly Poole
Michelle Lena "Shelly" Poole (ur. 20 marca 1972 w Barking) – brytyjska piosenkarka i autorka tekstów.

## Single
- 1996 "I Am, I Feel"
- 1996 "Alisha Rules the World"
- 1997 "Indestructible"
- 1997 "Air We Breathe"
- 1998 "The Incidentals"
- 1999 "Wish I Were You"
- 2000 "Barbarella"
- 2001 "Push It All Aside"
- 2001 "Pretender Got My Heart"